# ميتسوكورينا
ميتسوكورينا هو جنس من القروش وفصيلة الميتسوكورينات. يضمّ الجنس ثلاثة أنواع منها اثنان منقرضان ونوع واحد باقٍ، هو القرش العفريت المشهور بشكله المميّز. وصف عالم الأسماك ديفيد ستار جوردن هذا الجنس في عام 1898 تيمناً بالباحث كاكيتشي ميتسوكوري.

## الأنواع
- † ميتسوكورينا لينييتا(بروبست، 1879)
- † ميتسوكورينا ماسلينينسيس(بليدج، 1967)
- ميتسوكورينا أوستوني: (جوردان، 1898، أو القرش العفريت)